# Gabriel Carrasco (intendente)
Gabriel Carrasco (Rosario el 28 de noviembre de 1854 − Buenos Aires, 5 de junio de 1908) fue un pedagogo, estadístico, periodista, historiador, geógrafo, intendente municipal, ministro, diputado y convencional argentino. Participó como estadístico en todos los censos de su época. Falleció a los 53 años.

## Biografía
Era hijo del maestro y concejal Eudoro Carrasco y de Eutemia Benítez.
Su padre fue fundador ―junto con Ovidio Lagos (1825-1891)― del diario La Capital (1867−), y fundador del periódico El Comercio. Como concejal, diseñó el escudo de la ciudad.
Nació en el «palacio Arijón» (que estaba en la esquina noroeste de Laprida y Santa Fe, sobre parte del terreno que había ocupado hasta 1886 la casa del partidario rosista Martín Santa Coloma y que había sido tomada por Domingo Faustino Sarmiento para instalar la imprenta con la que editaba el boletín del Ejército Grande. Fue demolido en 1982.
Realizó sus estudios en el Convento de San Francisco (en Santa Fe). En 1879 obtuvo el título de abogado.
Desempeñó numerosas funciones públicas en su provincia: secretario de la Jefatura de la Policía de Rosario; miembro de la Convención Constituyente de Santa Fe; oficial mayor del Ministerio del Interior; intendente municipal de Rosario; ministro de Instrucción Pública y Hacienda, y procurador fiscal de la provincia.
Ejerció la docencia como profesor de física en el Colegio Nacional de Rosario; inspector de escuelas y vocal del Consejo Nacional de Educación. Perteneció a varias instituciones académicas de Rosario, siendo miembro de la Junta de Historia y Numismática.
Fue autor de obras de investigación histórica y de estudios estadísticos. Colaboró mucho en periódicos y revistas.
En 1862 escribió con su padre Eudoro los Anales de la ciudad de Rosario.
En 1874 inició sus trabajos y publicaciones sobre estadística en el Almanaque de Rosario, donde presentaba el calendario correspondiente a cada año, los eclipses y fases de la Luna, datos estadísticos sobre servicios públicos, bancos, hospitales, profesiones y colegios.
El 25 de enero de 1876, Carrasco (de 21 años) publicó la novedosa Guía civil y comercial de la ciudad del Rosario. Del relevamiento resultó que el pueblo ―de 30.000 habitantes― contaba con 244 almacenes, 45 casas de billares, 31 fondas, bodegones o restaurantes, 27 panaderías, 27 zapateros, 23 carnicerías, 23 herrerías, 17 cónsules, 16 médicos, 16 peluquerías, 15 cigarrerías, 13 abogados, 6 sociedades de beneficencia, 5 librerías, 5 clubes, 4 bancos, 4 templos católicos, 4 imprentas, 3 dentistas, 3 cervecerías, 2 hoteles, 2 teatros, 2 bibliotecas, 1 asilo de inmigrantes, 1 hospital y 1 línea de ferrocarril.
En 1881 publicó Datos estadísticos de la provincia de Santa Fe. En 1887, Primer censo general de la provincia de Santa Fe.
El 27 de noviembre de 1888, Antonio Dónovan (1849-1897, gobernador de Chaco y amigo íntimo de Carrasco) puso en vigencia el Código de policía urbano y rural, redactado por Carrasco. Este fue el primer instrumento normativo de la Policía del Territorio del Chaco.
Carrasco presenció la fundación de la Colonia General Vedia. Inspirado en ese lugar, proyectó el escudo del Territorio Nacional del Chaco, oficializado el 12 de octubre de 1888, por Decreto del Gobernador Antonio Dónovan y puesto en uso como timbre oficial hasta el año 1909. El mismo ha sufrido supresión de uso y después de casi 50 años, con muy pocas modificaciones en sus concepciones originales, fue aprobado por Decreto 1006 el 20/12/1955, para uso oficial de la provincia, cuyo proyecto fue presentado por el historiador Carlos López Piacentini.
Carrasco hizo publicar conferencias y cartas como La provincia de Santa Fe y el territorio del Chaco (conferencia pronunciada en el Instituto Geográfico Argentino el 22 de abril de 1887) y "Cartas de viaje por el Paraguay, los territorios del Chaco, Formosa y Misiones y las Provincias de Corrientes y Entre Ríos" (publicado en Buenos Aires en 1889).
Publicó la Sinopsis histórica del primer censo de la provincia de Santa Fe de 1887 elaborada por su director Gabriel Carrasco y por Ramón J. Lassaga.

El estadígrafo doctor don Gabriel Carrasco cita las observaciones hechas por el profesor de física del Colegio de la Concepción, y estas observaciones dan a la ciudad de Santa Fe una temperatura anual de 18,5°, siendo junio el mes más frío del año, con 10,9°, y el mes más cálido enero, con 27,2°. Según opinión de personas de edad provecta, el clima de Santa Fe fue mucho más crudo en tiempos pasados que en la actualidad, y no estaba sujeto a las bruscas transiciones que hoy ocurren con frecuencia, en que tan pronto se siente frío como se rompe a sudar. El invierno y el verano eran realmente francos; el frío se hacía sentir con rigor y persistencia y el calor, producido por un sol de chicharra, alcanzaba una elevada temperatura.
Floriano Zapata

En las viejas bibliotecas de la ciudad de Rosario existen los tomos originales de todos los trabajos realizados por él en Rosario y en la provincia de Santa Fe. Varios de sus censos fueron premiados en las ferias que se realizaban en esa época y fueron traducidos a distintos idiomas con el fin de difundir las riquezas de la provincia y promocionar la inmigración.

## Intendencia
Carrasco fue intendente de Rosario ―cargo al que en esa época se accedía sin voto popular― entre el 25 de agosto de 1890 y el 4 de noviembre de 1891.
En 1891, le puso nombre «El Salvador» al cementerio del pueblo, que estaba en las afueras y había sido habilitado el 7 de julio de 1856.
Publicó datos sobre el puerto de Rosario, comparándolo con otros puertos del mundo.
A su iniciativa se debe la construcción del actual palacio municipal (la sala principal lleva su nombre)
Fue uno de los principales difusores de las ventajas que Santa Fe ofrecía para la radicación de inmigrantes y capitales.
Según Carrasco, «en casi todas las ciudades argentinas la hora local dependía de la voluntad del relojero con más clientes».
Para fines del siglo XIX con la propagación de los ferrocarriles y el uso del telégrafo comenzó a haber una necesidad de coordinación de actividades entre distintos puntos del país. El citado Carrasco impulsó el decreto que establecía la hora oficial según la latitud de la ciudad de Córdoba (64°11′1″).

## Estadísticas Nacionales
En 1895 participó en el segundo censo de la República Argentina.
En 1899 es nombrado director de la Oficina Demográfica Nacional, cargo en lo cual se quedaría hasta 1906. En esa función participó de la Segundo Congreso Médico Latinoamericano (1904). La Oficina Demográfica fue creada como una forma de darle continuidad a la obra estadística del segundo censo nacional de población (1895). En 1899 publicó el Boletín demográfico argentino y realizó cálculos de población y cloacas de la ciudad de Buenos Aires. También publicó Cartas de viaje (Buenos Aires).

## Legado
Según el historiador Miguel de Marco (hijo), que escribió un libro sobre su vida, Carrasco es conocido en Rosario porque llevan su nombre una escuela, un hospital, una calle, el salón principal de la municipalidad de Rosario y un centro de estudios estadísticos.
- En 1914, la Casa de Aislamiento (1897), un hospital para pacientes con enfermedades contagiosas ―en las afueras de la ciudad (en la actual bulevar Avellaneda esquina calle Nueve de Julio, en el macrocentro de la ciudad)―, se convirtió en el hospital Gabriel Carrasco.[11] Según una encuesta realizada por el Centro de Estudios Estadísticos «Gabriel Carrasco», la inmensa mayoría de ciudadanos de Rosario creen que ―por el nombre del hospital Carrasco― Carrasco era médico. Muy pocos han reparado en el nombre del hospital: «Intendente Gabriel Carrasco».[2]
- Escuela provincial n.º 69 Dr. Gabriel Carrasco, en calle Agrelo 1768, del barrio Alberdi de la ciudad de Rosario.[12] Entre 1935 y 1950, las hermanas Cossettini desarrollaron un proyecto llamado «Escuela Serena», que aplicaron en la entonces Escuela Experimental «Dr. Gabriel Carrasco». En 1944, el escritor porteño Leopoldo Marechal ―interventor del Consejo de Educación Nacional (de Buenos Aires)― hizo suprimir el decreto que reconocía a esta escuela su carácter de experimental. El 28 de agosto de 1950, por la fuerza, Olga Cossetini fue separada de su Escuela Serena.[13] El Concejo Municipal declaró este edificio de interés histórico, arquitectónico y cultural de la ciudad de Rosario.[14]
- Escuela de educación secundaria orientada n.º 632 Doctor Gabriel Carrasco, en Ricchieri 350.[15]
- Centro de Estudios Estadísticos «Gabriel Carrasco».[2]
- Una calle de 3,2 km de longitud en el norte de la ciudad de Rosario, entre bulevar Avellaneda entre calles French y Juan José Paso, a 600 m del río Paraná) hasta calle Campbell, en el oeste.
- Gabriel Carrasco es el patrono de la Escuela n.º 21 de Basail (provincia de Chaco).
- Una calle que nace al 1300 (ex 5) en la avenida Nueve de Julio de la ciudad de Resistencia (provincia de Chaco) lleva su nombre.